# Dynasty (2017)
Dynasty is een Amerikaanse soapserie, gebaseerd op de succesvolle gelijknamige soap uit in de jaren tachtig. De serie wordt uitgezonden op de Amerikaanse zender The CW en waren voor het tweede seizoen een dag later zijn de afleveringen ook internationaal beschikbaar op Netflix. Het derde seizoen kwam op 23 mei 2020 op Netflix, na de seizoensfinale op 8 mei van datzelfde jaar. 

## Verhaal
Fallon Carrington, de dochter van de rijke Blake Carrington betrapt haar vader met zijn nieuwe vlam Cristal. De twee trouwen, zeer tegen de zin van Fallon en Blake geeft zijn nieuwe vrouw een promotie in het bedrijf Carrington Atlantic, die Fallon wel zag zitten. Fallon besluit een nieuw bedrijf op te richten met Jeff Colby en ziet Cristal als haar aartsvijand. De opportunistische neef van Cristal, Sammy Jo komt naar de bruiloft en dreigt het duistere verleden van Cristal te onthullen.

## Verschillen met de originele Dynasty
De nieuwe Dynasty speelt zich af in Atlanta, Georgia in plaats van Denver, Colorado. Het feit dat Steven homoseksueel is is voor Blake geen punt, terwijl de oude Blake het hier erg moeilijk mee had. 'Golddigger' Sammy Jo, die met Steven getrouwd was, is nu een homoseksuele man. De Colby's en chauffeur Michael Culhane zijn nu Afro-Amerikaans in plaats van wit en Krystle heet nu Cristal omdat ze van Venezolaanse origine is. Matthew Blaisdel sterft nu al in de eerste aflevering.

## Personages
Legenda
 = Hoofdrol
 = Bijrol
 = Gastrol
 = Geen rol
| Elizabeth Gillies        | Fallon Carrington              | 22 | 22 | 20 | 22 | 22 | 108 |
| Grant Show               | Blake Carrington               | 22 | 22 | 20 | 22 | 22 | 108 |
| Robert Christopher Riley | Michael Culhane                | 22 | 22 | 20 | 22 | 22 | 108 |
| Rafael de la Fuente      | Sam Jones                      | 22 | 22 | 20 | 22 | 22 | 108 |
| Sam Adegoke              | Jeff Colby                     | 20 | 17 | 15 | 17 | 20 | 89  |
| Alan Dale                | Joseph Anders                  | 22 | 21 | 17 | 19 |    | 79  |
| Wakeema Hollis           | Monica Colby                   | 16 | 11 | 6  | 1  |    | 34  |
| James Mackay             | Steven Carrington              | 22 | 7  |    |    | 1  | 30  |
| Nathalie Kelley          | Cristal Flores (Celia Machado) | 22 |    |    |    |    | 22  |
| Nicolette Sheridan       | Alexis Carrington #1           | 7  | 15 |    |    |    | 22  |
| Brianna Brown            | Claudia Blaisdel               | 8  | 4  |    |    | 1  | 13  |
| Adam Huber               | Liam Ridley                    | 6  | 14 | 15 | 17 | 22 | 74  |
| Ana Brenda Contreras     | Cristal Jennings #1            |    | 22 |    |    |    | 22  |
| Geovanni Gopradi         | Roberto Flores                 |    | 3  | 2  | 2  | 6  | 71  |
| Sam Underwood            | Adam Carrington                |    | 9  | 20 | 22 | 20 | 71  |
| Maddison Brown           | Kirby Anders                   |    | 17 | 15 | 17 | 17 | 66  |
| Michael Michele          | Dominique Deveraux             |    | 3  | 16 | 20 | 17 | 56  |
| Daniella Alonso          | Cristal Jennings #2            |    |    | 20 | 21 | 22 | 63  |
| Elaine Hendrix           | Alexis Carrington Colby #2     |    |    | 12 | 17 | 17 | 46  |
| Eliza Bennett            | Amanda Carrington              |    |    |    | 6  | 17 | 23  |
| Pej Vahdat               | Dex Dexter                     |    |    |    |    | 10 | 10  |